# Jared Potter Kirtland
Jared Potter Kirtland, né le 10 novembre 1793 à Wallingford (Connecticut) et mort le 10 décembre 1877 à Rockport, aujourd'hui un village annexé à Cleveland, est un médecin, horticulteur et naturaliste américain.

## Biographie
Il est le fils aîné de Turhand Kirtland et de Mary née Potter. Sa famille s’installe dans l’Ohio alors qu’il avait dix ans. Son grand-père maternel, le médecin Jared Potter (1742-1810), l’initie à l’histoire naturelle. Il possédait de plus un verger qui permet au jeune Kirtland de se livrer à de nombreuses observations sous sa conduite (comme sur la greffe des arbres fruitiers, les abeilles et leurs ennemis, la reproduction du ver à soie). À dix-sept, son grand-père meurt et lui lègue un confortable héritage ainsi que sa bibliothèque.
Kirtland retourne à Wallingford où il commence à étudier la médecine auprès de médecins locaux. Il reçoit également des leçons privées de deux amis de son grand-père au Yale College (aujourd’hui université Yale) : le botaniste Eli Ives (1779-1861) et le minéralogiste et géologue Benjamin Silliman (1779-1864). Ces trois hommes exercent une profonde influence sur la carrière scientifique de Kirtland.
Sans souci financier, Kirtland décide partir étudier la médecine à l’université d'Édimbourg mais la guerre de 1812 empêche ce projet. Il part alors à la nouvelle École de médecine de l’université Yale qui venait d’être créée par Nathan Smith (1762-1829) en 1810 dont il est le premier étudiant immatriculé. Il passe l’année 1813-1814 à l’université de Pennsylvanie où il suit les cours du botaniste Benjamin Smith Barton (1766-1815). Il retourne à Yale en 1814 et est fait, l’année suivante, à 21 ans, docteur en médecine.
Kirtland se marie et retourne exercer à Wallingford. Cinq ans plus tard, il s’installe à Durham (Connecticut) mais en 1823 sa femme et son second enfant meurt. Il rejoint son père à Poland (Ohio) où ce dernier a développé d’importantes affaires commerciales et envisage d’abandonner son activité médicale, idée à laquelle il finit de renoncer et il se remarie deux ans plus tard.
Il s’intéresse à la faune et à la flore de la région, notamment aux bivalves de la rivière Mahoning ce qui lui permet de démontrer, en 1829, que ces mollusques ont des sexes séparés et ne sont pas hermaphrodites comme on le pensait alors. Cette observation paraît en 1834 dans American Journal of Science. Il fait paraître, en 1840, la description du byssus qui permet aux bivalves de se fixer au substrat. Ces découvertes lui valent une notoriété nationale et internationale. Kirtland fonde un verger à Poland dans l’Ohio et commence à faire paraître des articles d’horticulture à partir de 1831.
Il exerce diverses activités politiques notamment pour réformer le système pénitentiaire de l’État. Inauguré en Caroline du Sud 1823, un service de recherche géologique est fondé dans l’État de l’Ohio en 1836-1837. Kirtland reçoit la charge de la zoologie et finance personnellement ses assistants. Les recherches entreprises permettent d’établir une liste de 585 espèces de vertébrés ainsi que sur les poissons de l’État. Il décrit en 1840, un ver parasite des reins des porcs, observé pour la première fois aux États-Unis d'Amérique.
En 1837, Kirtland s’installe à Rockport, près de Cleveland et enseigne de novembre à mars la médecine à Cincinnati. En 1840, il rejoint la Willoughby Medical School, ce qui lui permet de passer plus de temps à Rockport où il a fondé un verger afin de continuer ses travaux horticoles. Kirtland et plusieurs de ses collègues de Willoughby — John Delamater (1787-1867), John Lang Cassels (1808-1879), Horace A. Ackley (1810-1859) — démissionnent pour fonder la Cleveland Medical School (aujourd’hui la réputée école de médecine de l'université Case Western Reserve).
Kirtland participe participe à la fondation de la Cleveland Academy Natural Sciences (connu aujourd’hui comme la Kirtland Society of Natural Sciences). Cette société active dans de nombreux domaines d’histoire naturelle comme la zoologie, la botanique, la géologie, la paléontologie, la minéralogie et la météorologie, est l’ancêtre du Cleveland Museum of Natural History. Kirtland est par ailleurs membre de diverses sociétés savantes comme la Boston Society of Natural Sciences, l’American Society of Geology and Natural History, l’Association américaine pour l'avancement des sciences, l’Academy of Natural Sciences of Philadelphia ou l’American Conchological Society. Il est également membre de sociétés d’agronomie ou d’horticulture.
Il joue un rôle important dans la vie de Cleveland et participe aux travaux du comité qui installe l’eau courante dans la ville. Après la guerre civile américaine, il participe à la fondation de cours agricoles et à l’origine d’une école d’agronomie (aujourd’hui université de l'État de l'Ohio). Il prend sa retraite comme médecin en 1864 et se consacre dès lors entièrement à l’horticulture et l’histoire naturelle.
Kirtland est l’auteur d’environ soixante-dix publications sur les sujets les plus variés comme les vers parasites, les mollusques, les lépidoptères, les hyménoptères, les poissons, les reptiles et les mammifères. Ce sont surtout les poissons et les oiseaux qui l’intéressent. Il contribue également à la popularisation des connaissances scientifiques par la participation à des journaux comme le Family Visitor (qu’il dirige à partir de 1850), l’Ohio Cultivator ou l’Ohio Farmer.

## Source
- (en) Frederick C. Waite, « Jared Potter Kirtland, physician, teacher, horticulturist, and eminent naturalist », Ohio Journal of Science, vol. 30, no 3,‎ 1930, p. 153-168 (ISSN 0030-0950).